# ASP (musikgrupp)
ASP är ett tyskt rockband från Frankfurt am Main som grundades 1999.

## Biografi
ASP grundades 1999 av sångaren Alexander Frank Spreng ('Asp') och Mattias Ampré. Senare samma år släppte de sin trespåriga demoskiva. De fick kontrakt med Trisol nästa år och släppte genom dem sitt första album 'Hast du mich vermisst?'

## Diskografi

### Studioalbum
- 2000: Hast Du mich vermisst? (Der Schwarze Schmetterling I)
- 2001: :Duett (Der Schwarze Schmetterling II)
- 2003: Weltunter (Der Schwarze Schmetterling III)
- 2005: Aus der Tiefe (Der Schwarze Schmetterling IV)
- 2007: Requiembryo (Der Schwarze Schmetterling V)
- 2008: Zaubererbruder - Der Krabat Liederzyklus
- 2009: Wer Sonst?
- 2011: Fremd
- 2013: Maskenhaft
- 2015: Verfallen Folge 1: Astoria
- 2016: Verfallen Folge 2: Fassaden
- 2017: Zutiefst (Fremder-Zyklus 3)
- 2019: Kosmonautilus
- 2021: Endlich!
- 2023: Horrors

### Livealbum
- 2008: Akoasma: Horror Vacui live
- 2009: Von Zaubererbrüdern

### Samlingsalbum
- 2004: Interim Works Compendium (Best of)
- 2008: Horror Vacui
- 2011: Der komplette Schwarze Schmetterling – Zyklus {I bis V}
- 2014: Per Aspera Ad Aspera

### DVD/Blu-ray
- 2009: Von Zaubererbrüdern - Live & Unplugged

### EP och singlar
- 1999: ASP (Promo-CD)
- 2002: Die Zusammenkunft (:Duett-Remixes)
- 2003: Weltunter (Komm zu mir)
- 2003: Stille der Nacht (Ein Weihnachtsmärchen)
- 2004: Ich will brennen
- 2005: Hunger
- 2006: Werben
- 2006: Hässlich
- 2006: Humility (with Chamber)
- 2006: Ich bin ein wahrer Satan
- 2006: Isobel Goudie
- 2006: Varieté Obscur
- 2007: Nie Mehr!
- 2009: Wer sonst?/Im Märchenland